# Папа Силвестар I
Свети Силвестар I је био римски папа од 314. до 335. године.
Рођен је у Риму и од младости изучен светској мудрости и вери Христовој. Свој живот је увек управљао према заповестима јеванђелским. Много се користио поукама свештеника Тимотеја, чијем је погубљењу за веру и сам присуствовао, па гледајући пример јуначког пожртвовања свога учитеља, и сам се запојио таквим духом за цео живот свој. У тридесетој години постао је епископ римски. Поправљао је обичаје хришћана. Тако, на пример, укинуо је пост сваке суботе, како се то дотле држало код неких хришћана, и одредио, да се пости само Велика субота као и оне суботе које падну уз постове. Својим молитвама и чудесима помагао је, да се цар Константин и мајка му Јелена обрате у веру праву и крсте. Садејствовао је царици Јелени да пронађе Истински крст. Управљао је црквом Божјом двадесет година и чесно је скончао свој земаљски живот преселивши се у Царство небеско.
Српска православна црква празнује Светог Силвестра 2. јануара по црквеном, а 15. јануара по грегоријанском календару.